# Kamel Daoud (militant)
Pour les articles homonymes, voir Kamel Daoud.
Kamel Daoud est un médecin algérien, vice-président de la Ligue algérienne pour la défense des droits de l'homme (LADDH), depuis 2004, chargé des relations extérieures, représentant de la wilaya d'Alger. Il est également le président de l'association parisienne Association Algérie-Droits de l’Homme pour tous.

## Biographie
Il est un temps secrétaire général par intérim du Front des forces socialistes.
Durant la lutte pour le contrôle de la LADDH de 2007, il soutient Mustapha Bouchachi comme président contre Hocine Zehouane. En 2008, il intervient à plusieurs reprises à propos du phénomène des harragas.
Durant les protestations algériennes de 2011, il critique à plusieurs reprises la démarche du président de participation de la LADDH à la Coordination pour le changement et la démocratie, l'estimant inappropriée et inféodée au Rassemblement pour la culture et la démocratie.